# Beardsley & Hubbs Manufacturing Company
Beardsley & Hubbs Manufacturing Company war ein US-amerikanischer Hersteller von Automobilen. Es gab keine Verbindung zur Darling Motors Company, die einige Jahre später ebenfalls Fahrzeuge der Marke Darling herstellte.

## Unternehmensgeschichte
Volmer Beardsley und Charles Hubbs leiteten das Unternehmen mit Sitz in Mansfield in Ohio. Im November 1900 kam es zu einer Vereinbarung mit Rollo R. Darling. Daraufhin begann 1901 die Produktion von Automobilen. Der Markenname lautete Darling. Ende 1901 verließ Darling das Unternehmen. Beardsley und Hubbs verlegten den Sitz nach Shelby. 1902 fertigten 40 Mitarbeiter drei Fahrzeuge pro Woche. Noch 1902 endete die Produktion.
Beardsley und Hubbs gründeten daraufhin die Shelby Motor Car Company.

## Fahrzeuge
Im Angebot standen verschiedene Modelle. Alle hatten einen Zweizylindermotor, der mit 10/12 PS angegeben war.
1901 wurden drei Ausführungen als Model plus Ziffer und vier weitere Ausführungen als Style plus Ziffer bezeichnet. Model 1 war ein Stanhope, Model 2 ein Stanhope mit Dach, Model 5 ein Physicians’s Car genannter Doktorwagen, Style 3 und Style 4 Combination Stanhopes und Style 6 und Style 7 Combination Brakes.
1902 gab es das Model 1 sowohl als Stanhope als auch als zwei- und viersitzigen Passenger Rig. Style 6 und Style 7 waren wie im Vorjahr Combination Brakes.

## Modellübersicht
| Jahr | Modell  | Zylinder | Leistung (PS) | Aufbau                                        |
| ---- | ------- | -------- | ------------- | --------------------------------------------- |
| 1901 | Model 1 | 2        | 10/12         | Stanhope                                      |
| 1901 | Model 2 | 2        | 10/12         | Stanhope mit Dach                             |
| 1901 | Model 5 | 2        | 10/12         | Doktorwagen                                   |
| 1901 | Style 3 | 2        | 10/12         | Combination Stanhope                          |
| 1901 | Style 4 | 2        | 10/12         | Combination Stanhope                          |
| 1901 | Style 6 | 2        | 10/12         | Combination Brake                             |
| 1901 | Style 7 | 2        | 10/12         | Combination Brake                             |
| 1902 | Model 1 | 2        | 10/12         | Stanhope, Passenger Rig 2-sitzig und 4-sitzig |
| 1902 | Style 6 | 2        | 10/12         | Combination Brake                             |
| 1902 | Style 7 | 2        | 10/12         | Combination Brake                             |